# Półwysep Valdés
Półwysep Valdés (hiszp. Península Valdés) – półwysep w prowincji Chubut w Argentynie, nad Oceanem Atlantyckim. Zajmuje powierzchnię 3625 km². Mieści się na szerokości pomiędzy 42° 05' i 42° 53' S oraz na długości 63° 35' i 65° 04' W. Północną i zachodnią granicę stanowi Zatoka San Matías, zachodnią Zatoka San José, południową i południowo-zachodnią Zatoka Nuevo, natomiast wschodnią i południowo-wschodnią Atlantyk. Półwysep łączy się z kontynentem poprzez Przesmyk Ameghino, jego szerokość wynosi średnio 11 km, co sprawia, że obszar półwyspu przypomina wyspę.

## Historia
Półwysep został odkryty w 1779 roku przez hiszpańską ekspedycję Juana de la Piedry. Obszar ten otrzymał swoją nazwę na cześć hiszpańskiego ministra ds. morskich – Antonio Valdésa, który przyczynił się do powodzenia ekspedycji kierowanej przez Antonio Malaspinę. We wczesnym okresie kolonizacji Patagonii założone zostały osady w San Jose oraz La Candelaria. Głównym zajęciem kolonistów stała się hodowla bydła, ponadto ważne źródło dochodów stanowiły polowania na morskie ssaki (lwy morskie, foki). W latach 80. polowania w celach handlowych zostały zakazane, mimo tego szacuje się, że pierwotna populacja lwów morskich zmniejszyła się o prawie 2/3. W chwili obecnej, mimo że półwysep jest rezerwatem w 56 gospodarstwach hodowlanych utrzymuje się prawie 80 tys. owiec, które stanowią poważne zagrożenie dla tutejszego ekosystemu.

## Przyroda
Krajobrazowo Valdés przypomina równiny patagońskie, które miejscami są poprzerywane słonymi depresjami. Z północy na południe krzewiaste zarośla ustępują miejsca trawom, które porastają piaszczyste i niezasolone gleby. Średnia roczna opadów wynosi 246 mm. W okresie zimowym od 12 do 20 dni trwają ujemne temperatury. Luty jest najcieplejszym miesiącem. Amplituda temperatur sięga od 15 do 35 °C w lecie i od 0 do 15 °C w zimie. Wybrzeże ma charakter klifowy, występują tu zarówno plaże piaszczyste jak i kamieniste. Na wschodnim krańcu przy osadzie Caleta Valdés znajduje zatoka o długości 35 km. Jej kamieniste plaże są miejscem bytowania słoni morskich, fok a otaczające ją wody są zamieszkiwane przez wieloryby. W 1983 władze prowincji Chubut utworzyły tu rezerwat, w jego skład weszły także wody zatoki San Jose. W 1999 Valdés został wpisany na listę światowego dziedzictwa UNESCO, a w 2014 utworzono tu rezerwat biosfery.
Z ważniejszych gatunków występujących tu zwierząt można wymienić m.in.:
- wieloryba biskajskiego południowego, orki, delfina ciemnego,
- lwy morskie, słonie morskie,
- pingwin magellański, mewy południowe, nandu,
- mary patagońskie, gwanako andyjskie

## Turystyka
Miasteczko Puerto Pirámide jest bazą wypraw, których celem jest obserwowanie wielorybów. Ponadto znajduje się tu hotel oraz kilka zajazdów oraz pole biwakowe wraz z infrastrukturą. Miejsca noclegowe znajdują się również w Punta Delgada.

## Galeria

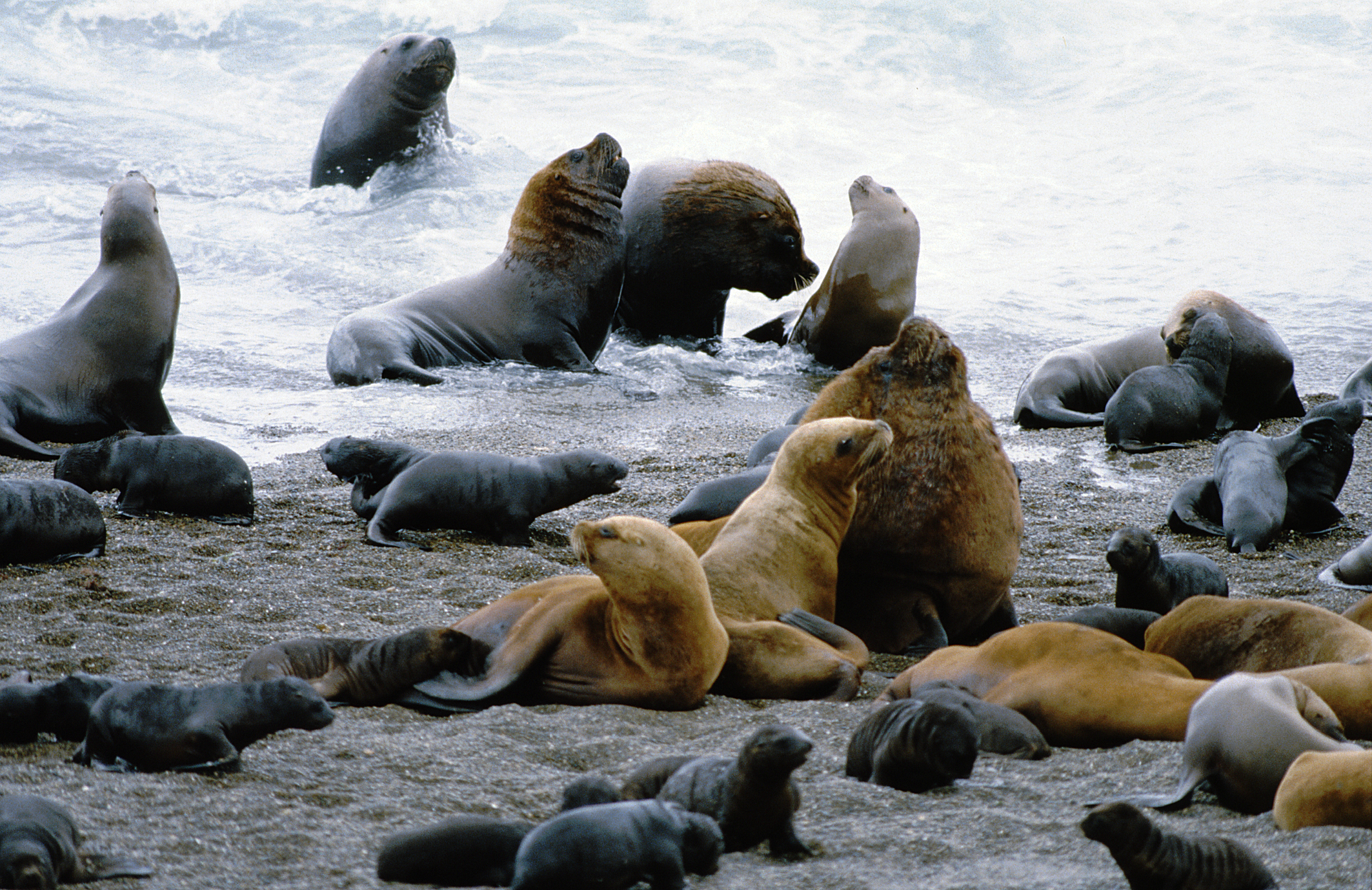
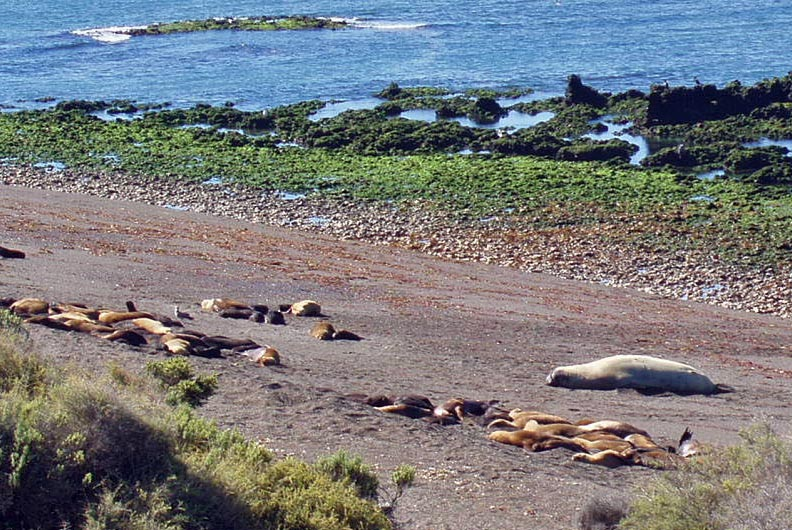
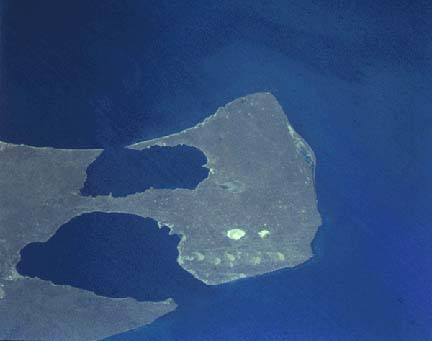
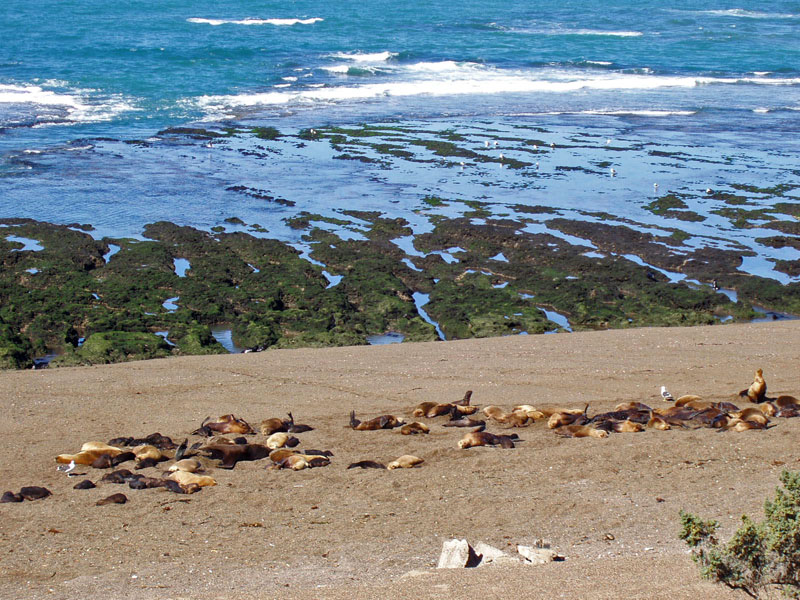
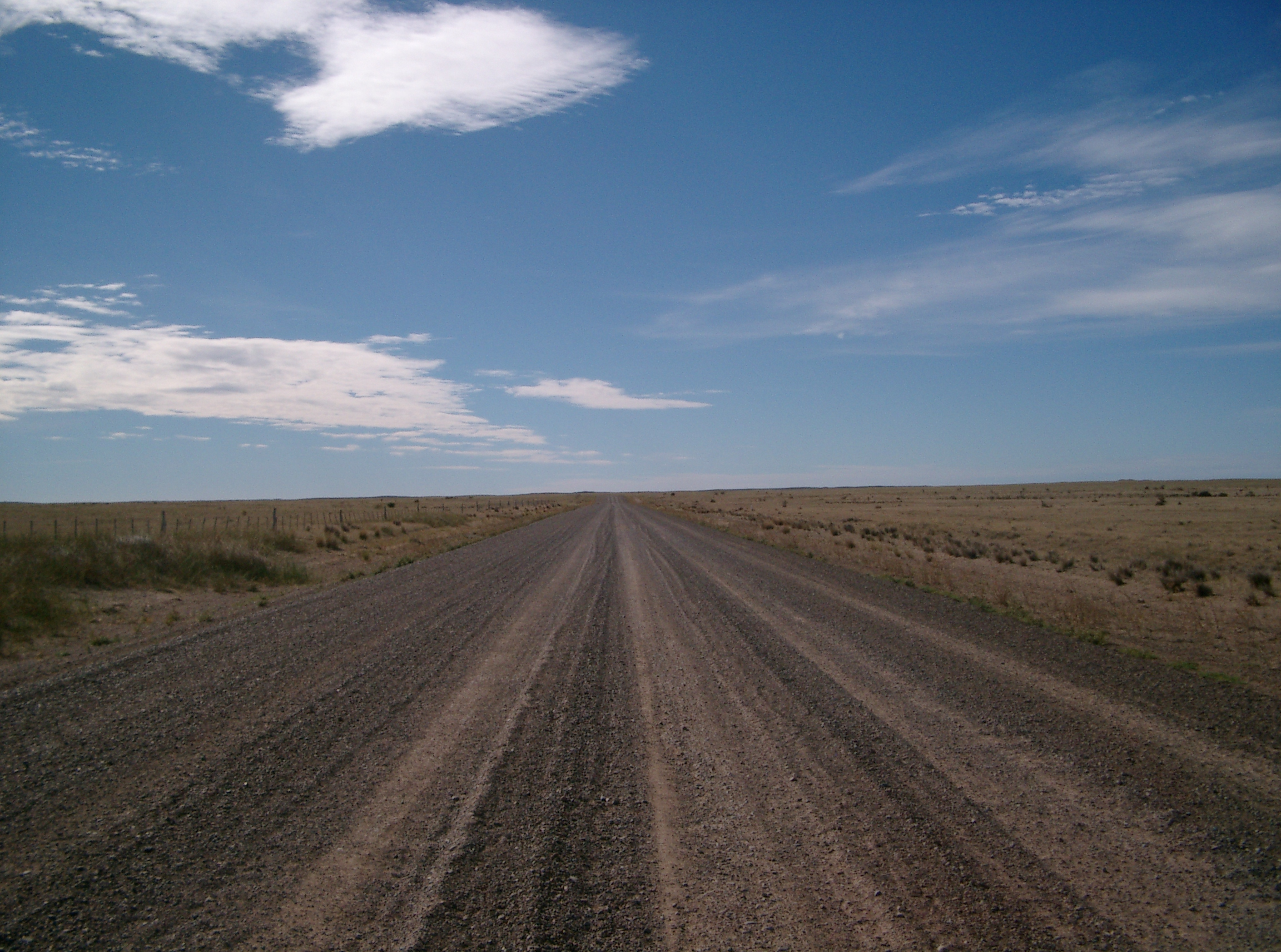
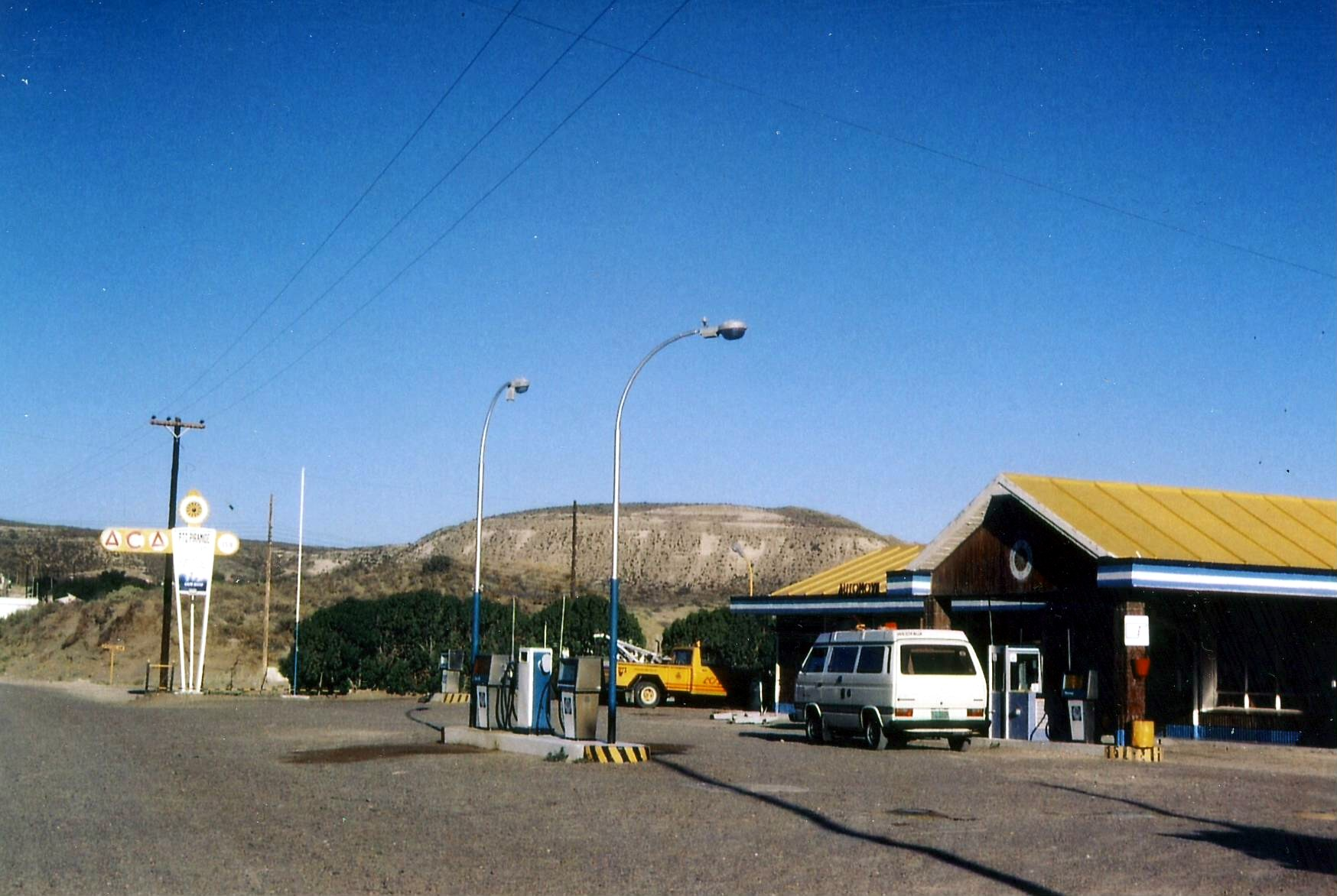
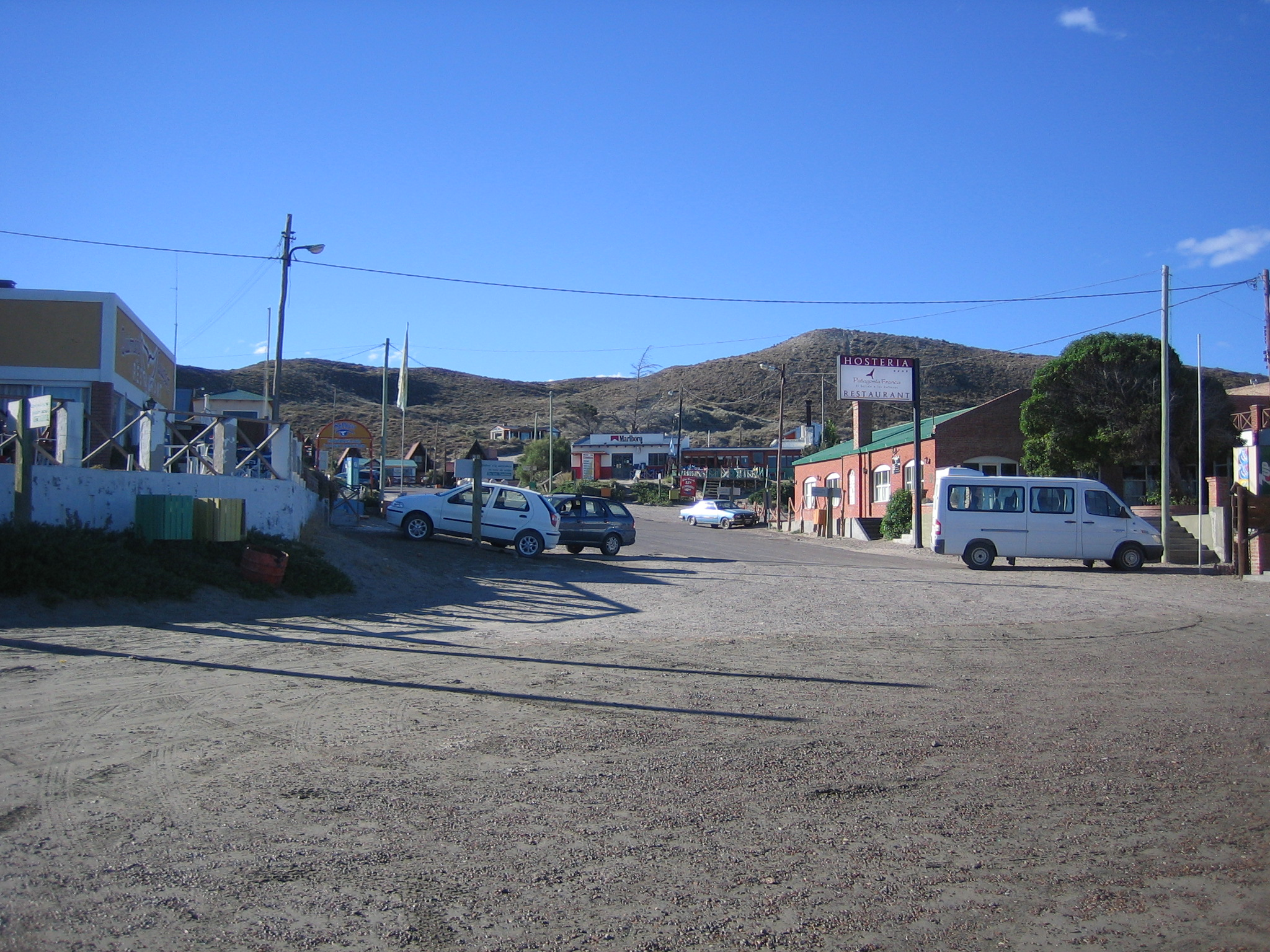
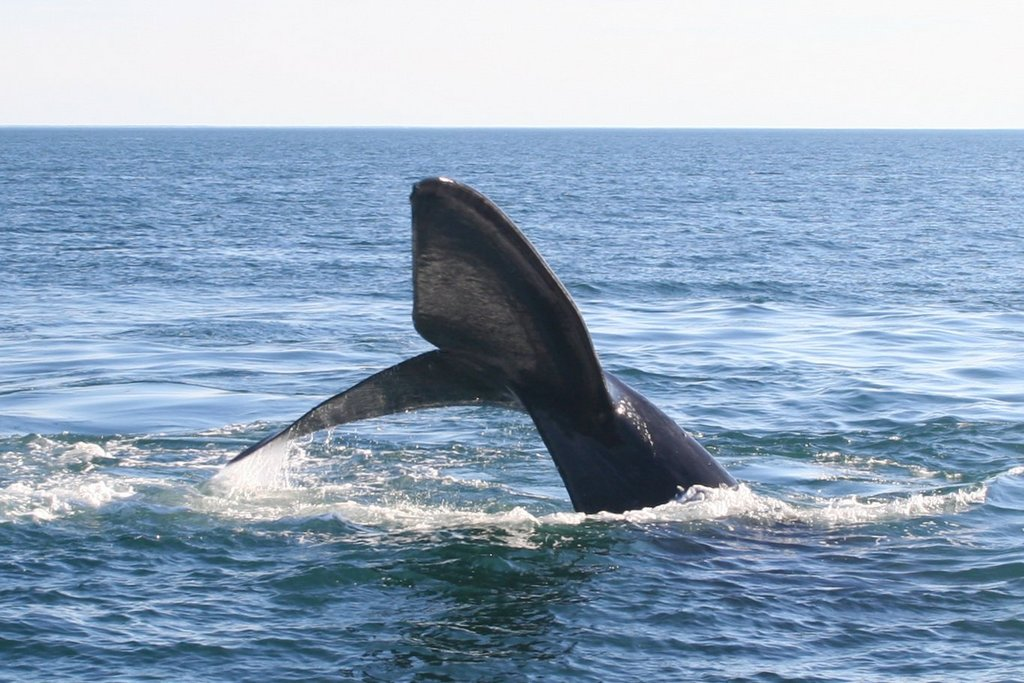